# ژنرال نیروهای زمینی
ژنرال نیروهای زمینی ایالات متحده (به انگلیسی: General of the Armies of the United States) یا به شکل رایج‌تر ژنرال نیروهای زمینی (به انگلیسی: General of the Armies)(به‌طور مخفّف GAS) بالاترین درجهٔ ممکن نظامی در نیروهای مسلح آمریکا است. این درجه به‌طور غیررسمی معادل «ژنرال شش‌ستاره» است و بالاترین درجهٔ عملیاتی ممکن نیروی زمینی آمریکا است.

## پیشینه و دریافت‌کنندگان
این درجه برای اولین بار در ۳ مارس ۱۷۹۹ به وجود آمد و تاکنون تنها دو نفر آن را کسب کرده‌اند؛ یک بار توسط جان جی. پرشینگ در زمانی که افسر در حال خدمت نیروی زمینی ایالات متحده آمریکا بود و بار دوم به صورت ترفیع درجهٔ پس از مرگ برای جرج واشینگتن، نخستین رئیس‌جمهور آمریکا در ۱۷۷۶. درجهٔ «ژنرال نیروهای زمینی» بالاتر از «ژنرال نیروی زمینی»، «ژنرال نیروی هوایی» و «آدمیرال ناوگان» است. ژنرال داگلاس مک‌آرتور هم در طول جنگ جهانی دوم و هم دوران پس از این جنگ، برای دریافت این درجه در نظر گرفته‌ شده بود امّا در نهایت چنین موضوعی به مرحلهٔ عمل نرسید. تا پایان جنگ جهانی اول، به استثنای جان جی. پرشینگ، بالاترین درجه عملیاتی در ارتش آمریکا، درجهٔ سرلشکر بود. پرشینگ سپس در تاریخ ۱۳ سپتامبر ۱۹۲۴ از ارتش آمریکا بازنشسته شد و رتبه و درجهٔ خود را در فهرست بازنشستگان ارتش آمریکا تا زمان مرگش در سال ۱۹۴۸، حفظ کرد.

## پرونده

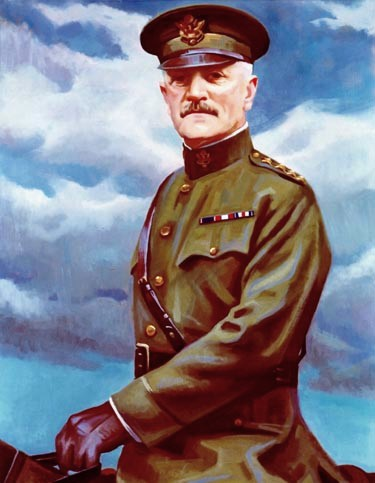
جان جی. پرشینگ
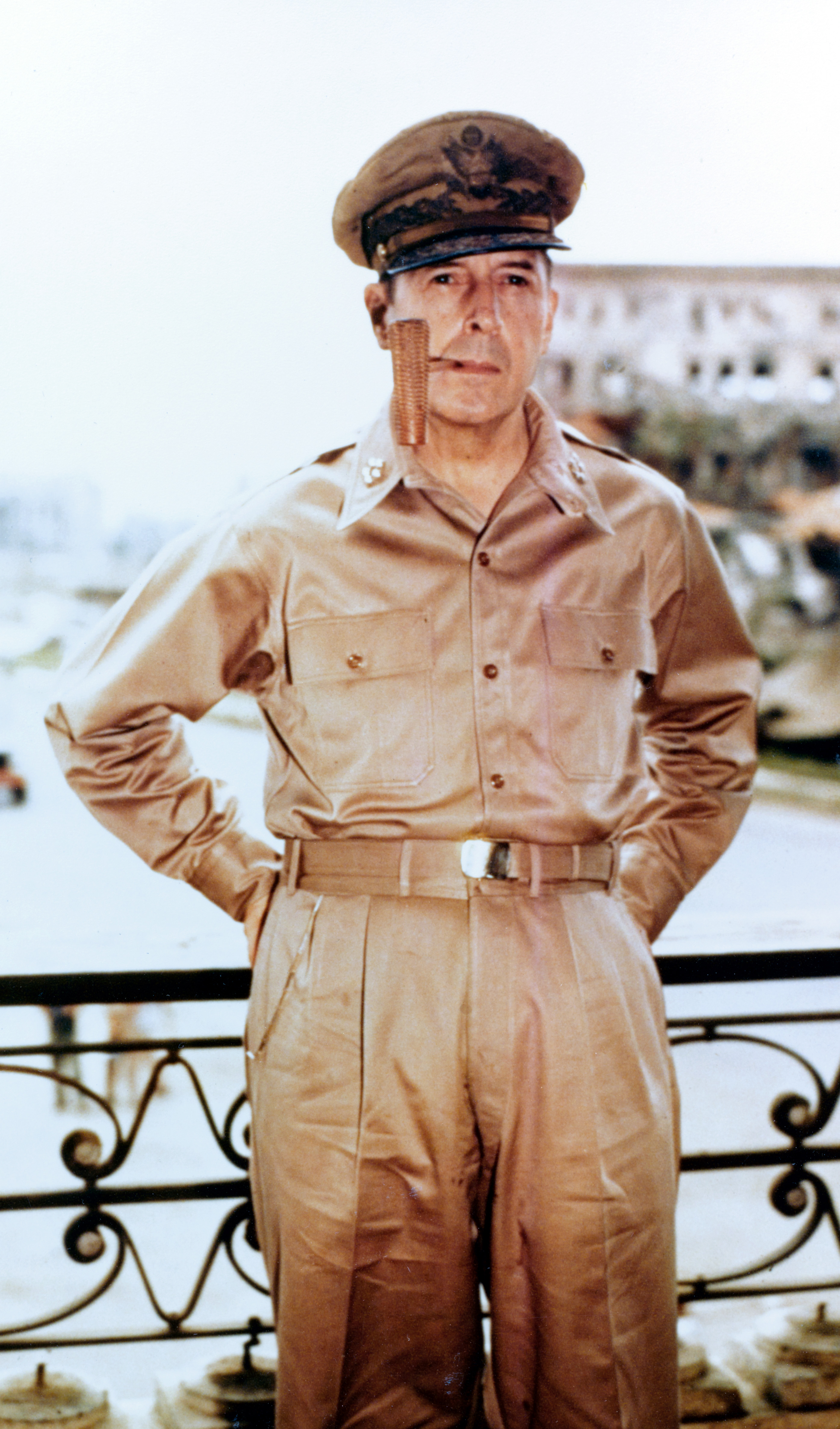
داگلاس مک‌آرتور
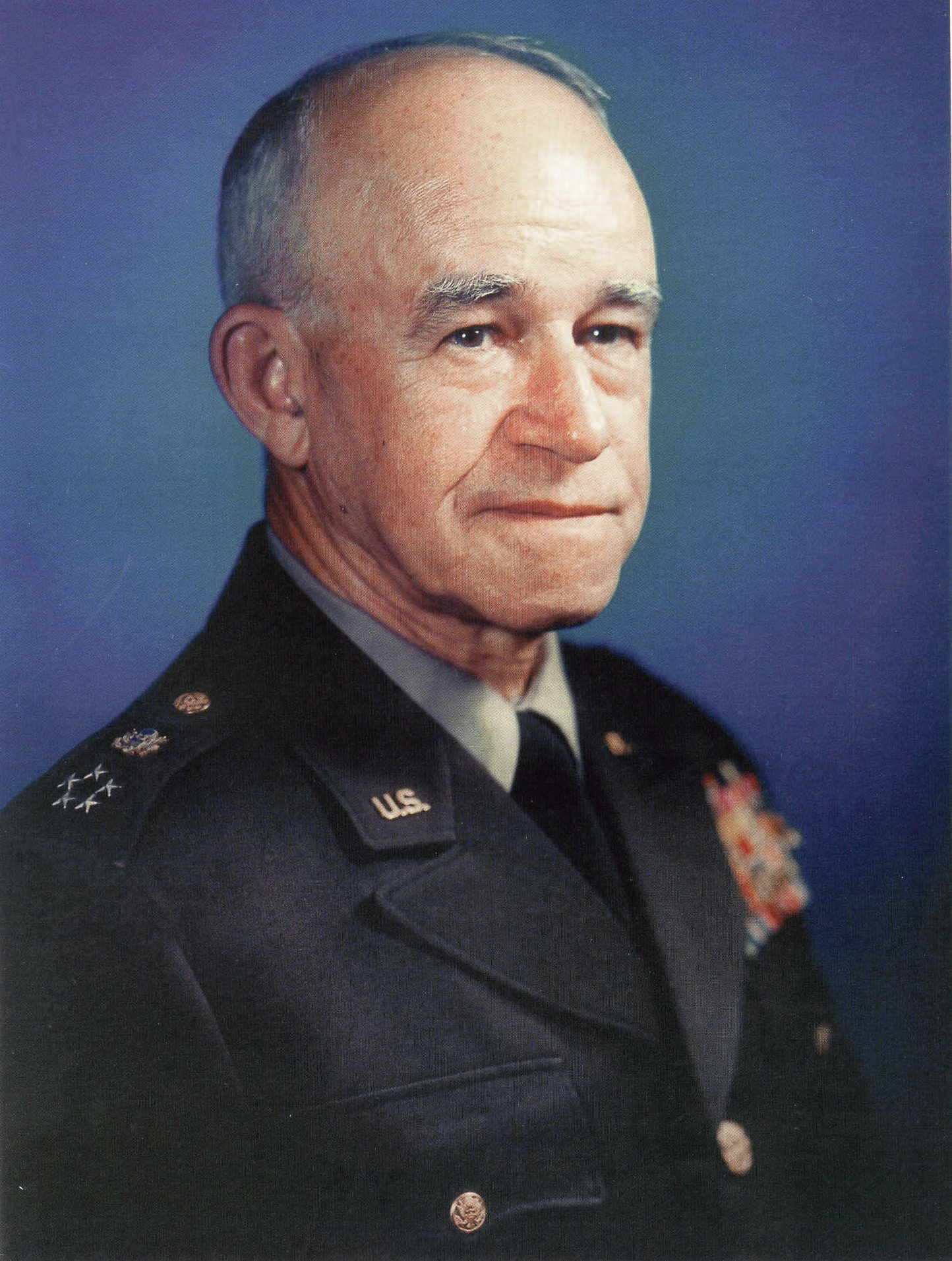
عمر بردلی
نشان غیررسمی برای ژنرال شش ستاره
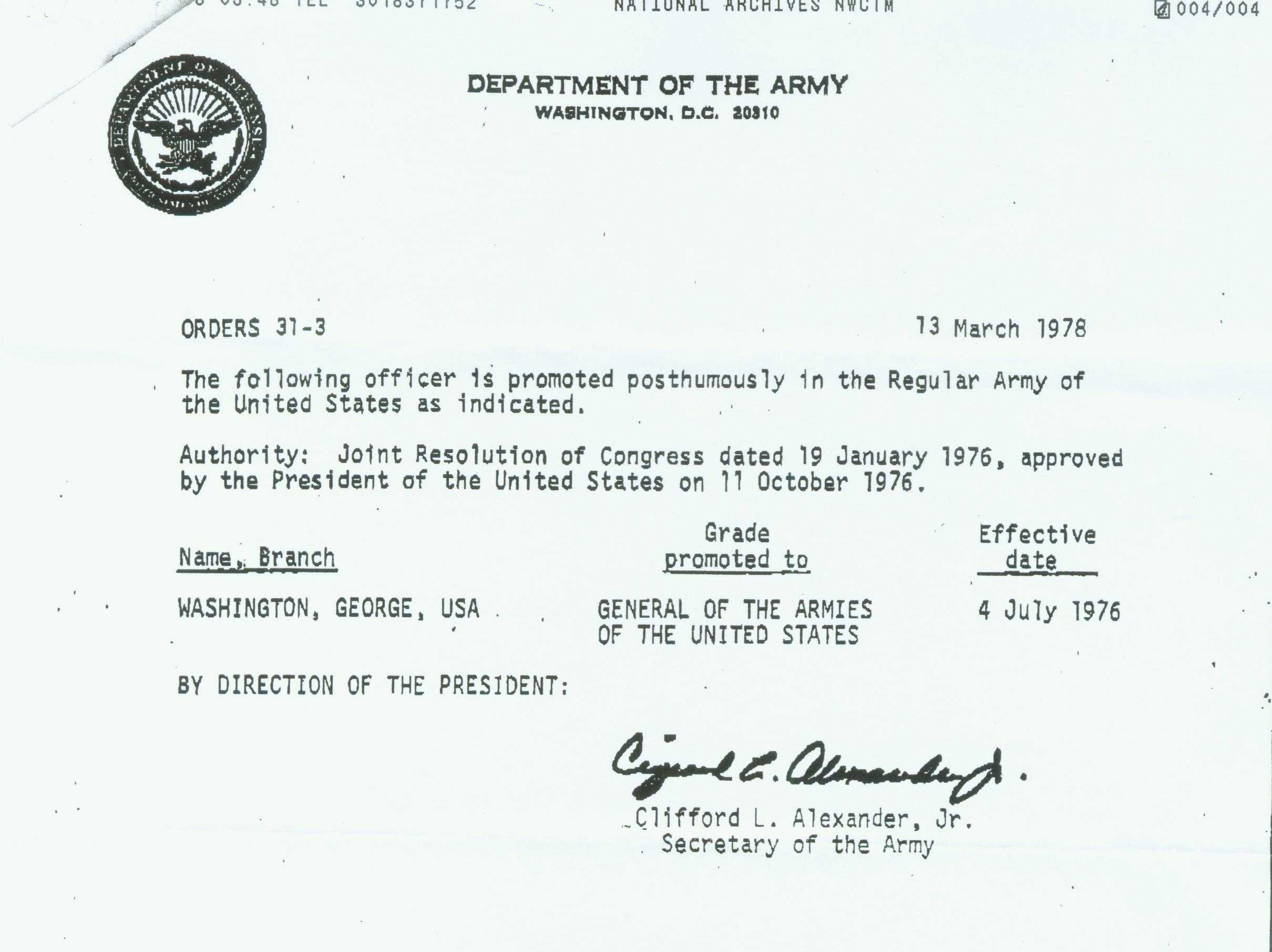
درجه‌ها